# ペロティヌス

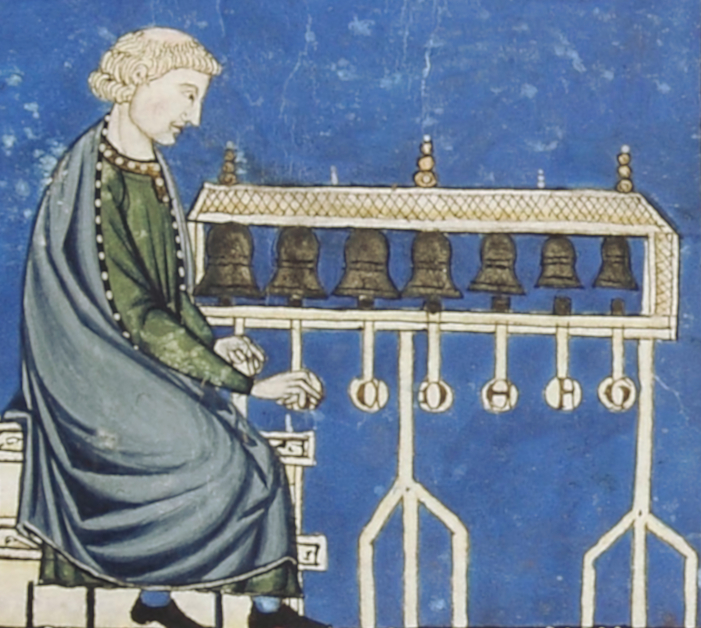
ペロティヌス

ペロタン（フランス語: Pérotin）またはペロティヌス（ラテン語: Perotinus）は、中世西欧の作曲家。12世紀末から13世紀はじめにかけてフランスで活躍した。出身や民族は不明だが、フランス人であったと考えられている。ノートルダム楽派のポリフォニー音楽の最も有名な担い手である。ペロタンの名は、ペトロに指小辞を加えたものであり、ペロティヌスはそれをラテン語化した形である。

## 作品

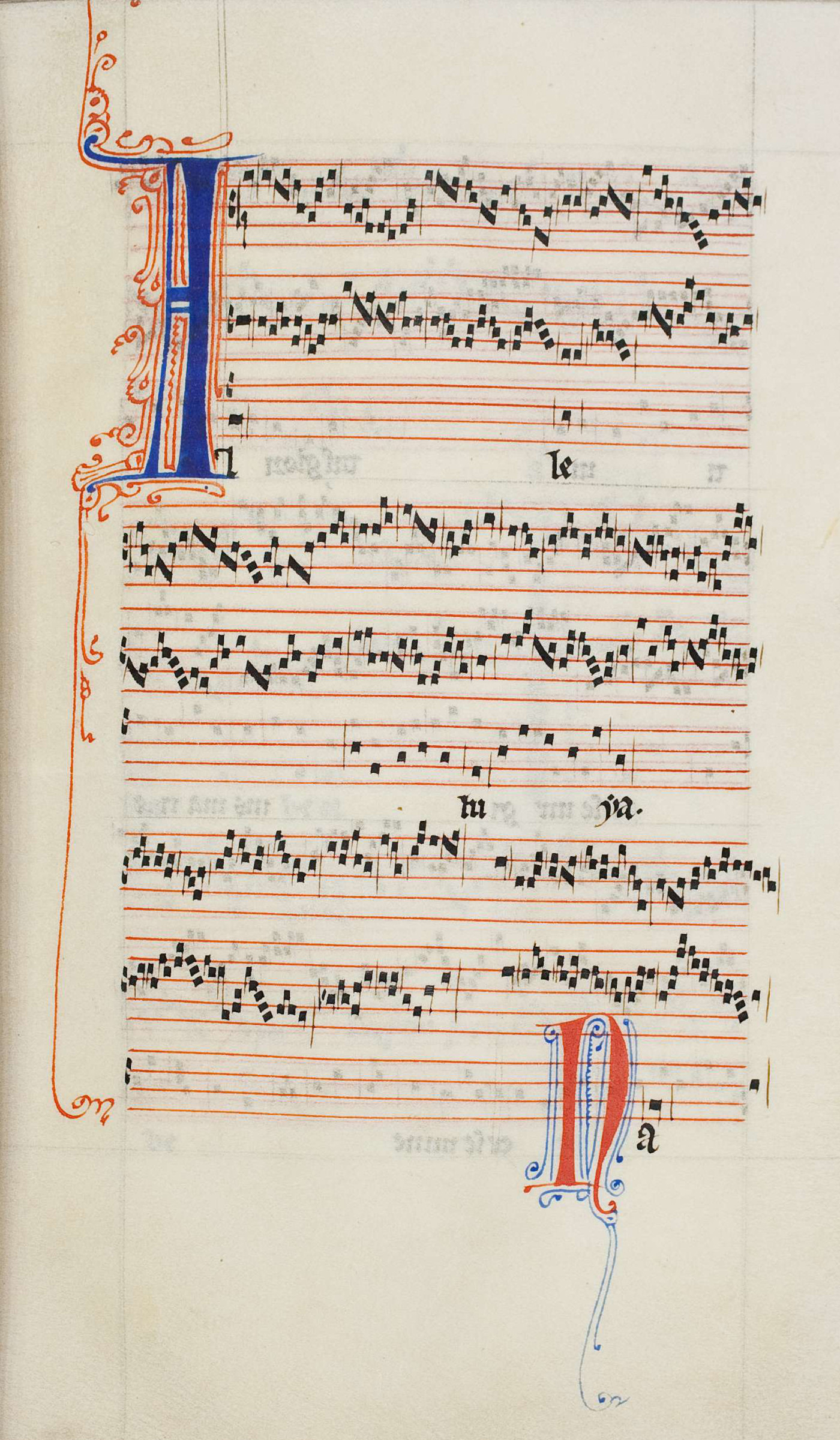
『アレルヤ、乙女マリアのほまれある御誕生』の1ページ

ペロティヌスの作品は、初期ポリフォニーの宗教曲集『オルガヌム大全』によって伝承されている。『オルガヌム大全』は、ペロティヌスの先人レオニヌスの作品も含んでおり、ノートルダム楽派によるオルガヌム曲集の撰集となっている。しかしながら、すべての証拠は状況証拠で、生涯についてはほとんど知られていないため、ペロティヌスをノートルダム大聖堂に位置づけようとする研究者の試みは、決着がついていない。ペロティヌスの活動年代は、フィリップ・ル・シャンスリエとの共作について触れたパリ司教オドの記述から、だいたい12世紀後半から1220年までと算定される。またオドは、四声オルガヌム《地上のすべての国々は Viderunt omnes》は1198年のクリスマスのために、もうひとつの四声オルガヌム《かしらたちは集いて Sederunt principes 》は、1199年の聖ステファノの日（12月26日、ノートルダム大聖堂の新築された翼面の献堂式が行われた）のために作曲された可能性を示唆している。
ペロティヌスは、中世ヨーロッパにおける最初期のポリフォニー音楽であるオルガヌムの作曲家である。従来の音楽家は、グレゴリオ聖歌などに認められるように、単旋律のテクスチュアによっていた。ペロティヌスは、3声体ポリフォニーおよび4声体ポリフォニーの先駆者である。事実、《かしらたちは集いて》や《地上のすべての国々は》は、現存する数少ない4声体オルガヌムである。ペロティヌスは、名を残した当時の数少ない作曲家の一人であり、かなりの精度をもって、その名を一つ一つの楽曲に結びつけることができる。「第四の無名氏」ことイングランド出身のノートルダム大聖堂の学僧は、ペロティヌスに関する証言を残している。
ペロティヌスの作曲様式のめだった特色は、単純な、有名な旋律を取り出して音節ごとに音価を引き伸ばし、これをテノルの定旋律として利用して、リズム的により複雑で装飾的な上声部の基礎としたことにある。その結果、ゆっくりとうつろうドローン状の低音域の聖歌の上で、自由にすばやく動く上声部（ディスカントゥス）がもつれ合う。
作曲様式からペロティヌスの真作と見做されているのは、4声の《地上のすべての国々は》と《かしらたちは集いて》のほかに、3声オルガヌム《アレルヤ、われは援助を与え Alleluia, Posui adiutorium》《アレルヤ、乙女マリアのほまれある御誕生 Alleluia, Nativitas》のほか9点がある。2声の《 Dum sigillum summi Patris》とモノフォニックな《祝せられたる御胎 Beata viscera》は、コンドゥクトゥスの様式に基づいている。「第四の無名氏」は、ペロティヌスを巨匠や達人と呼んでいる。

## 影響力
ペロタンの音楽は、ナディア・ブーランジェ門下の現代アメリカの作曲家、とりわけスティーヴ・ライヒのような現代ミニマリズム音楽の作曲家に影響を与えた。